# Hickmanolobus mollipes
Espèce
Synonymes
- Oonopinus mollipes Hickman, 1932

Hickmanolobus mollipes est une espèce d'araignées aranéomorphes de la famille des Orsolobidae.

## Distribution
Cette espèce est endémique de Tasmanie en Australie.

## Description
La femelle holotype mesure 2,24 mm.
Le mâle décrit par Hickman en 1979 mesure 1,82 mm.

## Publication originale
- Hickman, 1932 : Studies in Tasmananian spiders. Part 5. Papers and Proceedings of the Royal Society of Tasmania, vol. 1931, p. 20-31 (texte intégral).